# Кузница (гмина)
Кузница (пол. Kuźnica) — сельская гмина (волость) в Польше, входит как административная единица в Сокульский повет, Подляское воеводство. Население — 4312 человек (на 2004 год).

## Демография
| Перепись                       | Всего   | Всего | Женщины | Женщины | Мужчины | Мужчины |
| ------------------------------ | ------- | ----- | ------- | ------- | ------- | ------- |
| Единицы                        | человек | %     | человек | %       | человек | %       |
| Население                      | 4312    | 100   | 2141    | 49,7    | 2171    | 50,3    |
| Плотность населения (чел./км²) | 32,3    | 32,3  | 16      | 16      | 16,3    | 16,3    |

## Поселения
1. Ахрымовце
2. Аульс
3. Бялоблоцке
4. Бильмины
5. Хрептовце
6. Цимане
7. Чепеле
8. Чупрыново
9. Длугосельце
10. Дубница-Курпёвска
11. Гладовщызна
12. Керкелевщызна
13. Климувка
14. Ковале
15. Ковале-Колёня
16. Кругляны
17. Крыски
18. Кусцин
19. Кусциньце
20. Кузница
21. Литвинки
22. Лососьна-Мала
23. Лососьна-Велька
24. Ловчики
25. Мелешковце-Павловицке
26. Мелешковце-Залесяньске
27. Миленковце
28. Новодзель
29. Палестына
30. Парчовце
31. Павловиче
32. Поплавце
33. Сачковце
34. Старовляны
35. Стерпейки
36. Шальцины
37. Шимаки
38. Толче
39. Толочки-Мале
40. Толочки-Вельке
41. Улечки
42. Войновце
43. Волкуше
44. Волыньце
45. Вызги
46. Зайздра

## Соседние гмины
1. Гмина Новы-Двур
2. Гмина Сидра
3. Гмина Сокулка
4. Белоруссия